# Tarzan und der schwarze Dämon
Tarzan und der schwarze Dämon (Originaltitel: Tarzan’s Hidden Jungle) ist ein US-amerikanischer Spielfilm aus dem Jahr 1955 von Regie führte Harold Schuster. Die Titelrolle wurde erstmals mit Gordon Scott besetzt. Das Drehbuch stammt von William Lively unter der Verwendung der Figuren von Edgar Rice Burroughs. In seinem Heimatland kam der Streifen, nach einer Vorpremiere am 16. Februar 1955 in Los Angeles das erste Mal am 7. April im selben Jahr ins Kino. In der Bundesrepublik Deutschland fand die Uraufführung am 9. Dezember 1955 statt.

## Handlung
Als der Jäger de Groot ein Elefantenjunges anschießt, rettet Tarzan das Tier, verarztet es notdürftig mit einem heilsamen Baumharz, der sogenannten Dschungelmedizin und bringt es zur Rettungsstation.
Die Jäger sind frustriert über das magere Ergebnis ihrer Jagd. Die meisten Tiere befinden sich auf der anderen Seite des Flusses im Lande der Sukulus. Der Stamm der Sukulus verehrt alle Tiere und lebt abgeschieden von der Zivilisation. Der einzige Kontakt zur Außenwelt ist Dr. Celliers, der den Eingeborenen Medizin bringt und die Kranken versorgt. Von seinem Anführer Burger wird der Wilderer Reeves über den Fluss geschickt, um die Lage erkunden. Als dieser dort einen Elefanten erlegt, wird er von den Sukulus gefangen genommen und in die Löwengrube geworfen.
Tarzan, mit dem verletzten Elefanten inzwischen an der Rettungsstation angekommen, wird von Dr. Celliers gebeten noch etwas von der Dschungelmedizin zu besorgen, da er diese für einen Kranken benötigt. Tarzan macht sich sofort auf den Weg. In Tarzans Abwesenheit gelangen Burger und de Groot zur Rettungsstation, sie geben sich als Kameramänner für die UN aus und wollen Celliers bei seiner Fahrt zu dem Stamm begleiten. Mit dieser List hoffen sie unbehelligt ins Sukulu Gebiet zu gelangen. Nach einigem Für sprechen durch die Krankenschwester Jill willigt Celliers schließlich ein. De Groot entdeckt den verletzten, von ihm angeschossenen Elefanten und gibt dem Träger Malenki den Auftrag diesen zu entführen. Dabei wird Malenki von Jill erwischt, die dadurch erfährt, dass es sich bei Burger und de Groot nicht um Kameraleute, sondern um Jäger handelt. Sie macht sich auf den Weg zum Sukulu Land, um den Doktor zu warnen.
Als Tarzan die Medizin zur Versorgungsstation bringt erzählt der Assistent von den Geschehnissen. Sofort macht sich Tarzan auf den Weg und kann Jill, deren Auto stecken geblieben ist, noch rechtzeitig vor dem Versinken im Treibsand retten. Celliers, Burger und de Groot sind mittlerweile im Sukulu Gebiet angekommen. Während sich der Doktor ins Dorf begibt haben die Jäger sich abgesondert und treiben die Tiere mit Autolärm über den Fluss. Tarzan und Jill berichten im Dorf von den lügnerischen Jägern, kommen allerdings zu spät, da es bereits zu einer kriegerischen Auseinandersetzung zwischen Sukulus und Jägern gekommen ist. Somit werden Celliers und Jill, da sie die Jäger über den Fluss gebracht haben vom Medizinmann zur Todesstrafe verurteilt.
Der Plan Burgers geht auf, die Tiere gehen, vom Autolärm vertrieben über den Fluss, Tarzan ruft die Tiere allerdings mit seinem Dschungelschrei zurück. Dabei werden Burger und de Groot von einer Elefantenherde niedergetrampelt. Der Häuptling sieht die Situation und ist Tarzan dankbar. Er kann aber nicht mehr verhindern das Jill und Celliers in die Löwengrube geworfen werden. Bei der Rangelei stürzt auch der Medizinmann in die Grube. Tarzan rettet die drei aus der Löwengrube und der Häuptling widerruft das Todesurteil.

## Hintergrund
Gordon Scott beerbte hier Lex Barker als Tarzan. Scott übernahm die Rolle in fünf weiteren Filmen, zuletzt 1960. Es ist der letzte Tarzan-Film, der von RKO Pictures produziert wurde.

## Kritik
Der Filmdienst bewertet den Streifen als konventionelles und einfallsloses Serienprodukt in den Grenzen der üblichen Genre-Elemente.

## Synchronisation
| Rolle                | Darsteller         | Synchronsprecher  |
| -------------------- | ------------------ | ----------------- |
| Tarzan               | Gordon Scott       | Eckart Dux        |
| Burger               | Jack Elam          | Friedrich Joloff  |
| de Groot             | Charles Fredericks | Klaus Miedel      |
| Dr. Celliers         | Peter van Eyck     | Horst Niendorf    |
| Häuptling der Sukulu | Jester Hairston    | Eduard Wandrey    |
| Jill Hardy           | Vera Miles         | Sigrid Lagemann   |
| Johnson              | Don Beddoe         | Erich Poremski    |
| Malenki              | Ike Jones          | Gerd Duwner       |
| Medizinmann          | Jester Hairstone   | Carl-Heinz Carell |